# 三一集团
三一集团（全称“三一集团有限公司”）为总部设于中国湖南长沙经济技术开发区的跨国集团公司，集团在印度、美国、德国、巴西投资建设工程机械研发制造中心。
三一集团始创于1989年，其前身是由梁稳根、唐修国、毛中吾和袁金华等四人于1989年6月筹资创立的湖南省涟源市焊接材料厂。1991年9月，湖南省涟源市焊接材料厂更名为湖南省三一集团有限公司。集团核心企业三一重工于2003年在A股上市。

## 三一訴訟奥巴马案
2012年间，三一集团的子公司罗尔斯(Ralls Corporation)在美国俄勒冈州投资风力发电项目，收购的四架发电机组位于莫罗的Boardman；但由于该地区邻近美国国防部设施，美国总统奥巴马与外国投资委员会（CFIUS）以可能损害国家安全为由下令终止此投资案，三一集团因此对美国政府发起诉讼。2014年7月15日，美国哥伦比亚特区联邦巡回上诉法院，由汉得逊大法官、布朗大法官和维金斯大法官组成的合议庭裁定，奥巴马下达的禁令剥夺了罗尔斯风力发电项目的财产权，此程序违反美国宪法第十四修正案的财产保护权；判决下达后，三一集团与美国政府针对此项目重新展开谈判，2015年11月，三一集团宣布与美国政府达成协议，会将罗尔斯公司收购的风力发电机组出售于指定的买家。

## 控股公司
- 三一重工股份有限公司
- 三一重机有限公司（成立於2003年的工程机械制造商[4]）
- 三一路面机械有限公司
- 三一汽车起重机械有限公司
- 上海三一科技有限公司
- 北京市三一重机有限公司
- 三一美国有限公司
- 三一印度有限公司
- 三一德国有限公司
- 三一南美有限公司
- 三一日本株式会社
- 普茨迈斯特控股有限公司
- 三一国际发展有限公司（三一国际）
- 三一上海精机有限公司
- 三一电气有限责任公司
- 三一能源重工有限公司